# Liste der Naturdenkmäler im Kreis Warendorf
Die Liste der Naturdenkmäler im Kreis Warendorf nennt die Listen der in den Städten und Gemeinden im Kreis Warendorf in Nordrhein-Westfalen gelegenen Naturdenkmäler
| Gemeinde      | Liste                                     |
| ------------- | ----------------------------------------- |
| Ahlen         | Liste der Naturdenkmäler in Ahlen         |
| Beckum        | Liste der Naturdenkmäler in Beckum        |
| Beelen        | Liste der Naturdenkmäler in Beelen        |
| Drensteinfurt | Liste der Naturdenkmäler in Drensteinfurt |
| Ennigerloh    | Liste der Naturdenkmäler in Ennigerloh    |
| Everswinkel   | Liste der Naturdenkmäler in Everswinkel   |
| Oelde         | Liste der Naturdenkmäler in Oelde         |
| Ostbevern     | Liste der Naturdenkmäler in Ostbevern     |
| Sassenberg    | Liste der Naturdenkmäler in Sassenberg    |
| Sendenhorst   | Liste der Naturdenkmäler in Sendenhorst   |
| Telgte        | Liste der Naturdenkmäler in Telgte        |
| Wadersloh     | Liste der Naturdenkmäler in Wadersloh     |
| Warendorf     | Liste der Naturdenkmäler in Warendorf     |